# لاستیک تویی
لاستیک  تویی که با نام تیوپ لاستیک نیز شناخته میشود. یک استوانه لاستیکی است که سر و ته استوانه لاستیکی به همدیگر متصل هستند. و توسط والف (سوپاپ فلزی) داخل تیوپ با فشار باد پر میشود. تیوپ داخل لاستیک دوچرخه قرار میگیرد. و با فشار باد لاستیک پرباد میشود. لاستیک تویی و یا به عبارتی تیوپ دوچرخه در سایز های متفاوتی با در نظرگرفتن سایز چرخ های تولید میشود.

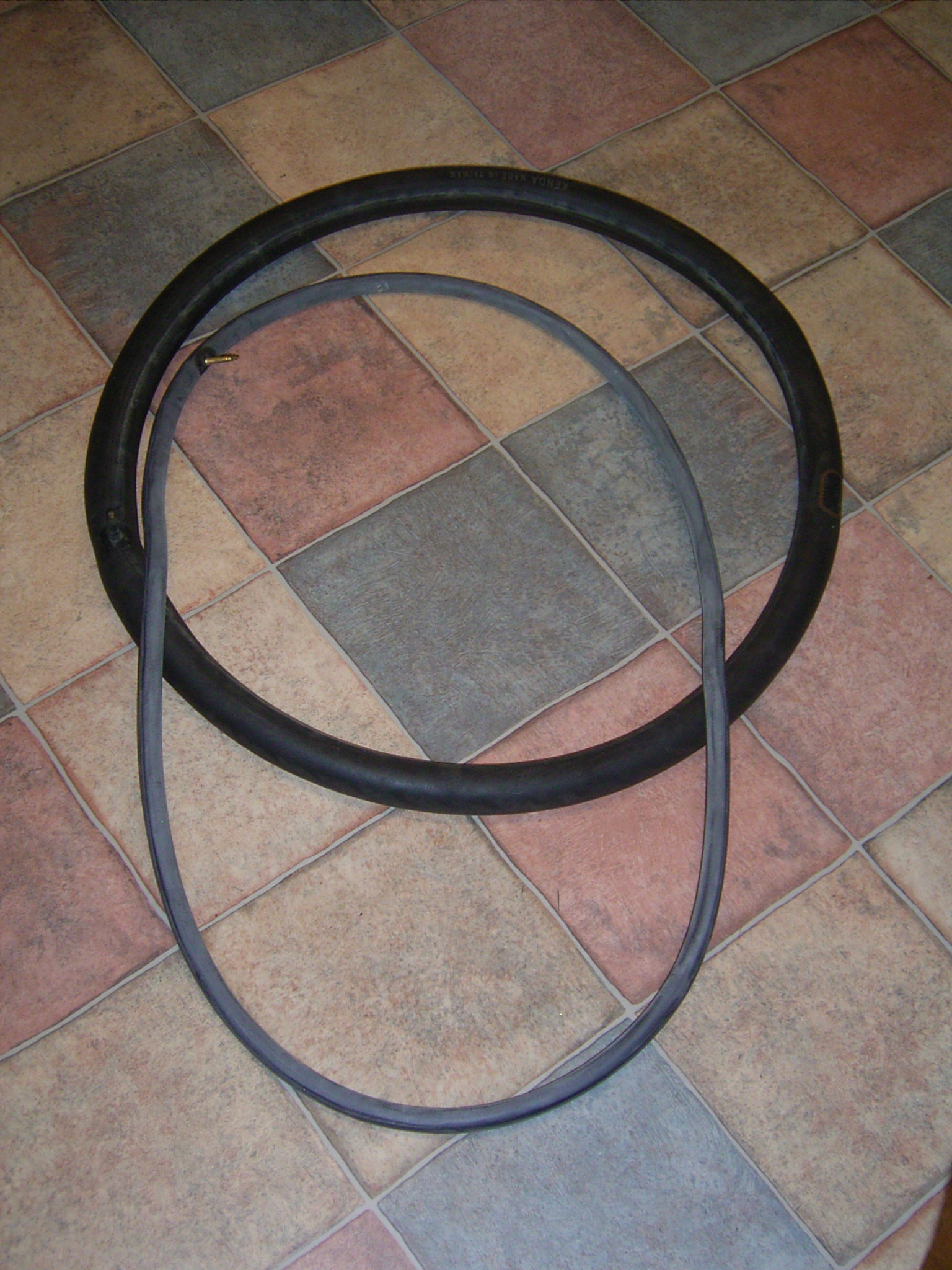
تصویر لاستیک بیرونی و لاستیک تویی یا تیوب دوچرخه

## مواد تشکیل دنده
این لوله از ترکیبی از لاستیک طبیعی و مصنوعی ساخته شده است. لاستیک طبیعی کمتر مستعد سوراخ شدن است و اغلب انعطاف پذیرتر است، در حالی که لاستیک مصنوعی ارزان تر است. اغلب دوچرخه های مسابقه ای درصد بیشتری از لاستیک طبیعی نسبت به دوچرخه های معمولی دارند. 